# Antonio De Poli
Antonio De Poli (n. 4 octombrie 1960, Vicenza, Italia) este un om politic italian, membru al Parlamentului European în perioada 2004-2009 din partea Italiei.
1. ↑   http://www.senato.it/leg/17/BGT/Schede/Attsen/00022814.htm Lipsește sau este vid: |title= (ajutor)
2. ↑   http://www.senato.it/leg/15/BGT/Schede/Attsen/00022814.htm Lipsește sau este vid: |title= (ajutor)
3. ↑   http://leg16.camera.it/29?shadow_deputato=302284&idpersona=302284 Lipsește sau este vid: |title= (ajutor)
4. ↑  Deputații în Parlamentul European